# ماكسيم سوماكين
ماكسيم سوماكين (بالروسية: Семакин, Максим Валерьевич)‏ (26 أكتوبر 1983 بكراسنويارسك في روسيا - ) هو لاعب كرة قدم روسي في مركز الوسط. لعب مع لوخ إينيرجيا فلاديفوستوك ونادي أوفا ونادي فولغا نيجني نوفغورود ونادي كوبان كراسنودار ونادي ينيسي كراسنويارسك ‏ ونادي أورال يكاترينبورغ.

## وصلات خارجية
- ماكسيم سوماكين على موقع قاعدة بيانات كرة القدم.إي يو (الإنجليزية)
- ماكسيم سوماكين على موقع Soccerway.com (الإنجليزية)
- ماكسيم سوماكين على موقع عالم كرة القدم.نت (الإنجليزية)